# Tống biệt (bài hát)
"Tống biệt" (Hán tự: 送别, "Bài hát tống biệt") là một bài hát được sáng tác bởi nhạc sĩ Lý Thúc Đồng (1880 — 1942). Ông đã sắp xếp lời bài hát theo giai điệu của bài hát giữa thế kỷ 19 "Dreaming of Home and Mother" (Mơ về Ngôi nhà tổ ấm và Mẹ) của nhà soạn nhạc người Mỹ John P. Ordway. Lý Thúc Đồng được biết đến bài hát này trong thời gian ông học tập tại Nhật Bản, thông qua một phiên bản tiếng Nhật "Lữ sầu" (tiếng Nhật: 旅愁; Hiragana:りょしゅう) khác của bài hát.

## Lời bài hát
Ca từ của bài hát "Tống biệt" có nét tương đồng như những câu ngắn câu dài trong thi phú Trung Hoa, lại mang sự tinh tế của thơ ca cổ điển. Tương phản với điều đó là ý nghĩa bài hát đơn giản, dùng chữ mộc mạc dễ hiểu của tác giả. Đồng thời, lời bài hát tiếng Hoa lại có thể hoà đồng với giai điệu gốc của bài hát rất tốt. Đằng sau lời ca ấy là câu chuyện về kỷ niệm tình bạn khi tác giả Lý Thúc Đồng từ biệt Hứa Ảo Viên (許幻園, 1878 — 1929). Bài hát không phải nghiễm nhiên mà trở thành một bài ca ly ca (驪歌) nổi tiếng, điển hình của người Trung Hoa.
Phiên bản được lưu truyền rộng rãi nhất là từ bản chép tay của Phong Tử Khải (豐子愷, 1898 — 1975), một người học trò của Lý Thúc Đồng, và được trích dẫn trong tuyển tập "Năm mươi bài hát Trung Hoa nổi tiếng" (中文名歌五十曲):
| \| “ \| 長亭外，古道邊，芳草碧連天 晚風拂柳笛聲殘，夕陽山外山 天之涯，地之角，知交半零落 一瓢[3] 濁酒盡餘歡[4]，今宵別夢寒[5] \| ” \| | Trưởng đình ngoại, cổ đạo biên, phương thảo bích liên thiên Vãn phong phất liễu địch thanh tàn, tịch dương san ngoại san Thiên chi nhai, địa chi giác, tri giao bán linh lạc Nhất biều trọc tửu tận dư hoan, kim tiêu biệt mộng hàn |   |
| “ | 長亭外，古道邊，芳草碧連天 晚風拂柳笛聲殘，夕陽山外山 天之涯，地之角，知交半零落 一瓢 濁酒盡餘歡，今宵別夢寒 | ” |

Bính âm

Chángtíng wài, gǔdào biān, fāngcǎo bì lián tiān

Wǎnfēng fú liǔ díshēng cán, xìyáng shān wài shān

Tiān zhī yá, dì zhī jiǎo, zhījiāo bàn língluò

Yī hú zhuójiǔ jìn yú huān, jīn xiāo bié mèng hán

Dịch nghĩa

Ngoài lều trọ rộng dài, dọc theo đường xưa lối cũ, cỏ xanh thơm hoà cùng bầu trời

Gió vãn chiều phất qua rặng liễu, vi vu sáo thổi tàn buồn, mặt trời lặn núi này sang núi nọ

Ở nơi viền trời góc đất, tri kỷ giao hữu xa xôi héo hon   

Cạn một bầu rượu nữa nào cho hưởng nốt khoái hoan, đêm nay giấc mộng biệt ly lạnh như sương giá

Tuy nhiên, phiên bản do EMI Hồng Kông phát hành năm 1935 và được hát bởi Long Tuần (龍珣), một học sinh của Trường Tiểu học Trực thuộc Đại học Sư phạm Bắc Bình (nay là Trường Tiểu học Trực thuộc Đại học Sư phạm Bắc Kinh), đính kèm đoạn trích dẫn sau đây, nguồn chưa được xác minh:
| \| “ \| 情千縷，酒一杯，聲聲離笛催 問君此去幾時來，來時莫徘徊 草碧色，水綠波，南浦傷如何 人生難得是歡聚，惟有别離多 \| ” \| | Tình thiên lũ, tửu nhất bôi, thanh thanh ly địch thôi Vấn quân thử khứ kỷ thì lai, lai thì mạc bồi hồi Thảo bích sắc, thuỷ lục ba, nam phố thương như hà Nhân sinh nan đắc thị hoan tụ, duy hữu biệt ly đa |   |
| “ | 情千縷，酒一杯，聲聲離笛催 問君此去幾時來，來時莫徘徊 草碧色，水綠波，南浦傷如何 人生難得是歡聚，惟有别離多                                                                                                | ” |

Có một số phiên bản khác cũng sử dụng những lời ca sau và tuyên bố rằng tất cả chúng đều từng được viết ra bởi Lý Thúc Đồng, nhưng tựu chung là điều này chưa thể được kiểm chứng:
| \| “ \| 韶光逝，留無計，今日卻分袂 驪歌一曲送別離，相顧卻依依 聚雖好，別雖悲，世事堪玩味 來日後會相予期，去去莫遲疑 \| ” \| | Thiều quang thệ, lưu vô kế, kim nhật khước phân duệ Ly ca nhất khúc tống biệt ly, tương cố khước y y Tụ tuy hảo, biệt tuy bi, thế sự kham ngoạn vị Lai nhật hậu hội tương dư kỳ, khứ khứ mạc trì nghi |   |
| “ | 韶光逝，留無計，今日卻分袂 驪歌一曲送別離，相顧卻依依 聚雖好，別雖悲，世事堪玩味 來日後會相予期，去去莫遲疑                                                                                           | ” |

Tiểu thuyết "Thành nam cựu sự" (城南舊事) của Hải Âm Lâm Hải Âm (林海音, 1918 — 2001) viết năm 1960, tại chương cuối, "Những đoá hoa của cha đã rơi tàn" (爸爸的花兒落了), có nhắc tới tình tiết theo đó nhân vật chính hát khúc ca tại buổi lễ tốt nghiệp của mình; Lời ca trong cuốn sách và bộ phim chuyển thể bao gồm dòng thứ nhất của đoạn thứ nhất và tất cả còn lại là của đoạn thứ hai, như được mô tả.
| \| “ \| 長亭外，古道邊，芳草碧連天。 問君此去幾時來，來時莫徘徊。 天之涯，地之角，知交半零落。 人生難得是歡聚，惟有別離多。 \| ” \| | Trưởng đình ngoại, cổ đạo biên, phương thảo bích liên thiên. Vấn quân thử khứ kỷ thì lai, lai thì mạc bồi hồi. Thiên chi nhai, địa chi giác, tri giao bán linh lạc. Nhân sinh nan đắc thị hoan tụ, duy hữu biệt ly đa. |   |
| “ | 長亭外，古道邊，芳草碧連天。 問君此去幾時來，來時莫徘徊。 天之涯，地之角，知交半零落。 人生難得是歡聚，惟有別離多。 | ” |

Bạn của Lý Thúc Đồng, Trần Triết Phủ (陳哲甫) từng có lần viết một bản lời ca cho bài hát này
| \| “ \| 長亭外，古道邊，芳草碧連天。 孤雲一片雁聲酸，日暮塞煙寒。 伯勞東，飛燕西，與君長別離。 把袂牽衣淚如雨，此情誰與語。 \| ” \| | Trưởng đình ngoại, cổ đạo biên, phương thảo bích liên thiên. Cô vân nhất phiến nhạn thanh toan, nhật mộ tắc yên hàn. Bá lao đông, phi yến tây, dữ quân trưởng biệt ly. Bả duệ khiên y lệ như vũ, thử tình thuỳ dữ ngữ. |   |
| “ | 長亭外，古道邊，芳草碧連天。 孤雲一片雁聲酸，日暮塞煙寒。 伯勞東，飛燕西，與君長別離。 把袂牽衣淚如雨，此情誰與語。 | ” |

## Giai điệu bài hát
Do sử dụng tiếng Trung Hoa nên một phần nhỏ nhịp điệu khác với bài hát gốc.

## Lịch sử, nguồn gốc của bài hát

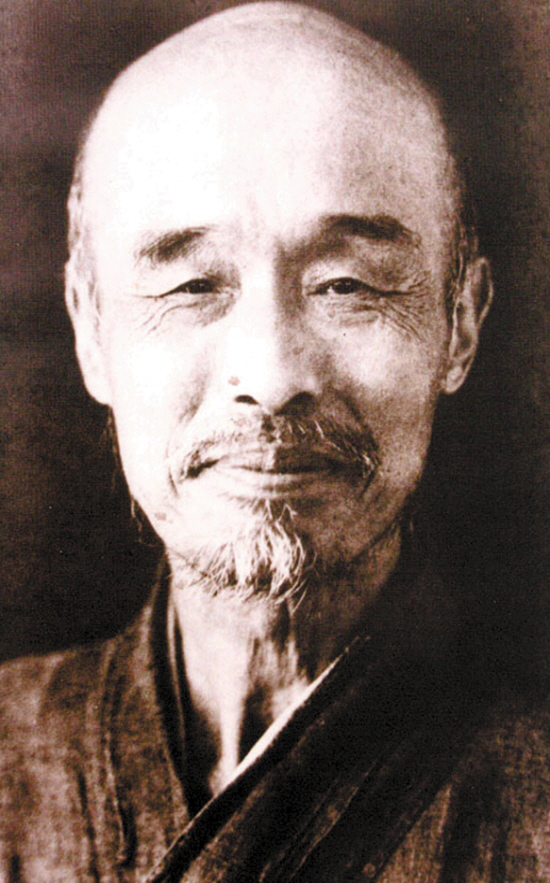
Ảnh chân dung Lý Thúc Đồng chụp khoảng năm 1937

Về ngày sáng tác thực sự của bài hát "Dreaming of Home and Mother" còn có nhiều ý kiến khác nhau. Có người nói rằng nó được sáng tác vào năm 1851 để thể hiện niềm khao khát quê hương và mẹ trong cuộc Nội chiến Mỹ, cũng như nỗi buồn chiến tranh. Tuy nhiên, Nội chiến bắt đầu vào năm 1861, và nếu như bài hát thực sự được lấy cảm hứng từ chiến tranh thì nó đã không bao giờ được viết trước chiến tranh. Vì vậy, lý do cho năm sáng tác trở nên không đáng tin cậy.
Trong thư viện của Đại học Johns Hopkins ở Hoa Kỳ, có một bản in nhạc "Dream Back Home" với năm xuất bản là 1868, trùng khớp với năm được ghi chép trên WorldCat, và được công nhận là một chứng cứ năm tháng thời gian đáng tin cậy hơn cả. Bài hát này từng được lưu hành rộng rãi ở Hoa Kỳ, sau đó lan toả sang Nhật Bản. Năm 1907, Inudou Kyuukei (tiếng Nhật: 犬童 球渓; Hiragana: いんどう きゅうけい), đang giảng dạy tại trường trung học nữ sinh Niigata, đã đặt lời Nhật cho bài hát và cải tên nó thành "Lữ sầu" (Ryoshuu; Hán tự: 旅愁; Hiragana:りょしゅう). Bài hát "Lữ sầu" được phát hành vào năm 1904. Từ năm 1905 đến năm 1910, Lý Thúc Đồng du học tại Nhật Bản. Trong thời gian ấy, ông đã ngẫu nhiên nghe được bài hát "Lữ sầu" và bị giai điệu của bài hát lay động và dịch lời bài hát đầu tiên của Inudou Kyuukei sang tiếng Trung:
| \| “ \| 更け行く秋の夜 旅の空の わびしき思いに 一人悩む 恋しや故郷 懐かし父母 夢路にたどるは 故郷の家路 更け行く秋の夜 旅の空の わびしき思いに 一人悩む \| ” \| | 西風起，秋漸深，秋容動客心 獨身惆悵嘆飄零，寒光照孤影 憶故土，思故人，高堂會雙親 鄉路迢迢何處尋，覺來夢斷心                                     |   |
| “ | 更け行く秋の夜 旅の空の わびしき思いに 一人悩む 恋しや故郷 懐かし父母 夢路にたどるは 故郷の家路 更け行く秋の夜 旅の空の わびしき思いに 一人悩む | ” |

Sau khi trở về Trung Quốc, một người bạn tốt của ông, Hứa Ảo Viên (許幻園, 1878 — 1929), đã đến từ biệt. Ông rất cảm động và nhờ người vợ Nhật Bản của Hứa Ảo Viên chơi bài "Lữ sầu". Lý Thúc Đồng sau đó đã chỉnh lý lại bài hát cho phiên bản tiếng Trung và đặt tên nó là "Tống biệt" để bày tỏ sự trân quý kỷ niệm của ông với Hứa Ảo Viên. Bài hát "Tống biệt" được phát hành vào năm 1915。.
Trong một thời gian dài ở Trung Quốc, người ta đã tin rằng bài "Tống biệt" hoàn toàn được sáng tác bởi Lý Thúc Đồng cả nhạc lẫn lời. Thế nhưng điều này có thể là do bản ghi âm sớm nhất lại là của Victor Talking Machine Company tại Camden, New Jersey, Hoa Kỳ vào ngày 11 tháng 3 năm 1916, ghi âm trên đĩa vinyl bởi Ivan Williams, một ca sĩ giọng tenor người Mỹ tại thời điểm đó. Điều này dẫn đến sự hiểu lầm rằng phiên bản tiếng Anh ra đời muộn hơn phiên bản tiếng Trung.
Lời ca tiếng Anh của bài "Dreaming of Home and Mother" (phiên bản của Evan Williams):
Dreaming of home, dear old home. 
Home of childhood and mother- 
Oft when I wake 'tis sweet to find 
I've been dreaming of home and mother. 
Home, dear home, childhood's happy home! 
When I played with sister and with brother 
'Twas the sweetest joy when we did roam 
Over hill and through dale with mother.
Chorus. 
Dreaming of home, dear old home, 
Home of my childhood and mother- 
Oft When I wake 'tis sweet to find 
I've been dreaming of home and mother.
Sleep, balmy sleep, close mine eyes, 
Keep me still thinking of mother- 
Hark! It's her voice I seem to hear- 
Yes, I'm dreaming of home and mother. 
Angels come soothing me to rest, 
I can feel their presence as none other, 
For they sweetly say I shall be blest 
With bright visions of home and mother.

## Trong văn hoá đại chúng
- Từ những năm 1920 đến những năm 1940, "Tống biệt" đã được phổ biến rộng rãi như một bài hát học đường được giảng dạy trong các trường học kiểu mới.
- Trong những năm 1970 và 1980, "Tống biệt" lần lượt xuất hiện dưới hình thức một tình tiết hoặc bài hát chủ đề trong các bộ phim "Đầu xuân và tháng hai" và "Chuyện cũ ở Thành Nam".
- Năm 1997, ban nhạc rock Trung Quốc "Đường Triều nhạc đội" (唐朝樂隊) đã chuyển thể và hát "Tống biệt" trong album thứ hai "Diễn nghĩa".
- "Tống biệt" được sử dụng làm một tập trong bộ phim truyền hình thập niên 1990 "Thiên vương chi vương trùng xuất giang hồ" (千王之王重出江湖).
- "Tống biệt" được sử dụng làm nhạc phim nhiều lần trong bộ phim truyền hình "Lãnh đạo của tôi, tổ đội của tôi" (我的團長我的團) năm 2009.
- Ngày 6 tháng 7 năm 2009, "Tống biệt" đã được sử dụng làm tập phim và chuyển thể trong Nhà hát Đại Ái TV của Đại Ái TV "Phương thảo bích liên thiên".
- Bộ phim "Cứ để những viên đạn bay" (讓子彈飛) năm 2010 đã sử dụng bài hát "Tống biệt" trong phần mở đầu để giải thích rằng câu chuyện trong phim diễn ra vào những năm đầu của Trung Hoa Dân Quốc.
- Trong bộ phim "Đầu bếp, diễn viên, côn đồ" (廚子戲子痞子) năm 2013, tập phim là một phiên bản của "Tống biệt" do ca sĩ Thụ Phác Thụ[liên kết hỏng] (朴樹) hát, sử dụng phiên bản đầy đủ của lời bài hát.
- Năm 2013, nhạc sĩ Đài Loan Chu Hâm Tuyền (周鑫泉) ở Hoa Kỳ đã hoàn thành tác phẩm hợp xướng "Những chuyện cũ ở Thành Nam" (城南舊事) với lời bài hát đầu tiên và phiên bản lời bài hát được Lâm Hải Âm (林海音) sử dụng trong "Những chuyện cũ ở Thành Nam". Một phần của giai điệu cũng sử dụng giai điệu gốc của John Ordway.
- Vào năm 2014, (Hàn Lỗi) (韓磊) đã chuyển thể và hát "Tống biệt" trong tập thứ tám của mùa thứ hai của "Tôi là ca sĩ" (我是歌手), một phần sử dụng lời bài hát của nửa sau.
- Vào năm 2017, Lý Ngọc Cương (李玉剛) đã đưa bản cover "Tống biệt" của anh vào ca khúc thứ bảy trong album "Vừa gặp em - phiên bản kỷ niệm" (剛好遇見你 紀念版).
- Vào tháng bảy năm 2018, nhóm nhạc SNH48 đã phát hành một bản cover của "Tống biệt", dưới tên gọi "Nghị lực vươn lên" (砥砺前行). Lời ca từ được viết lại bởi thành viên cũ của nhóm SNH48 là Wu Yanwen, mặc dù có tuyên bố rời ra của cô vào tháng một năm 2018. Vào ngày 9 tháng 9 năm 2018, SNH48 đã biểu diễn phiên bản chuyển thể của "Tống biệt" - "Nghị lực vươn lên" (砥礪前行) tại sân khấu bế mạc của "Màn trình diễn cảm ơn người hâm mộ kỷ niệm 5 năm".
- Vào ngày 27 tháng 11 năm 2020, Jackson Yee (易烊千璽) đã hát "Tống biệt" trong ca khúc thứ sáu trong album "Ghế hậu nhà hát" (後座劇場) của mình.
- Vào năm 2021, bộ phim truyền hình Trung Quốc đại lục "Bạn nghịch giả" (叛逆者) sẽ sử dụng "Tống biệt" làm nhạc phim cuối cùng của cả bộ phim.
- Vào ngày 20 tháng 2 năm 2022, lễ bế mạc Thế vận hội Olympic mùa đông 2022 sử dụng "Tống biệt" làm nhạc nền cho phân đoạn "Chiết liễu ký tình" (折柳寄情).
- Vào ngày 27 tháng 3 năm 2022, trong vụ tai nạn "đầu thất" ( 頭七 ) của Chuyến bay 5735 của China Eastern Airlines, Trung tâm Biểu diễn Nghệ thuật Quốc gia đã phát hành phần điệp khúc của bài hát này trên Bilibili để bày tỏ sự tiếc thương[13].